# Xambioá
Xambioá est une municipalité brésilienne située dans l'État du Tocantins.